# Балібо

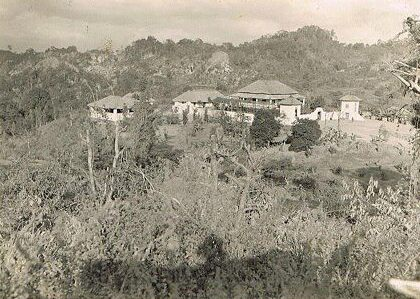
Португальська військова база Балібо в 1930-х роках

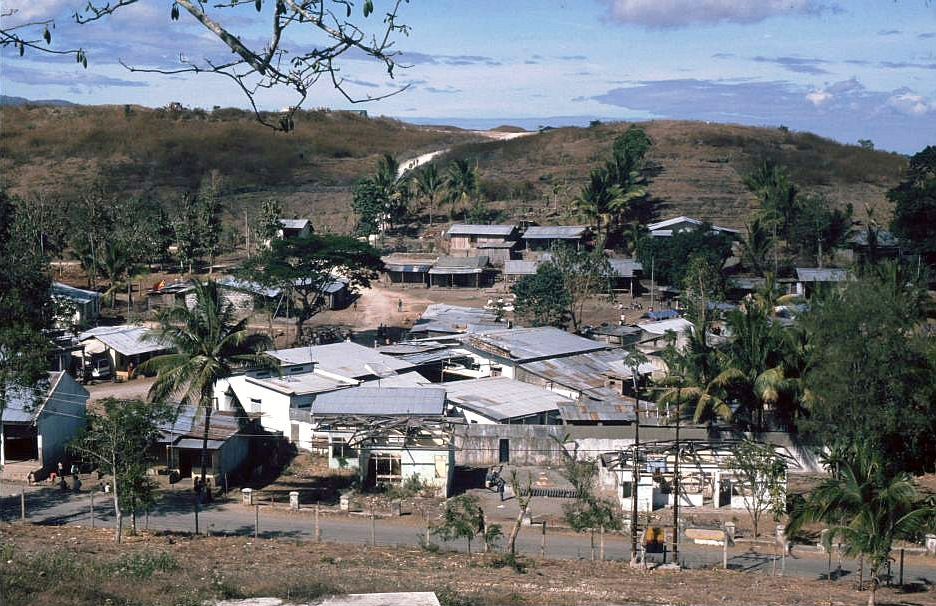
Місто Балібо

Балібо — місто у Східному Тиморі, розташоване приблизно в 10 км від індонезійського кордону. Він розташований у підрайоні Балібо, район Бобонаро.
Хьюман Райтс Вотч підрахував, що 70 відсотків міста було зруйноване під час боїв, які передували голосуванню за незалежність Східного Тиморесу.
Балібо здобув славу як місце вбивства п'яти австралійських журналістів, відомих під назвою «П'ять балібо», індонезійськими силами 16 жовтня 1975 року під час вторгнення Індонезією в тодішній португальський Тимор.
У місті є 400-річний форт, який був ареною кількох битв під час індонезійської навали в 1975 році. П'ятьох балібо знімали репортаж з форту, коли індонезійські сили приземлилися на Балібо в день їхньої загибелі. Форт був перетворений в готель станом на 2016 рік за підтримки Ротарі-клубу Порт-Мельбурна.
Декларація Балібо, яка критикувала проголошення незалежності та пізніше була використана індонезійським урядом як часткове виправдання вторгнення, як кажуть, була підписана тут, але насправді була складена індонезійською розвідкою та підписана на Балі, Індонезія.
Під час місії INTERFET після виходу з Індонезії форт був використаний як база для приблизно тисячі військовослужбовців Організації Об'єднаних Націй у рамках операції «Лаварак». Кайлі Міноуг виступила з концертом на Балібо, щоб розважати війська Організації Об'єднаних Націй у 1999 році в рамках серії концертів Tour of Duty.
У 2003 році уряд штату Вікторія, Австралія придбав будинок, де зупинилися п'ять журналістів, оскільки він прийшов у непридатність, і відремонтував його, щоб він працював як бібліотека та центр професійної підготовки. Міжнародні організації допомоги також брали участь у реконструкційних роботах у місті, таких як відбудова гуртожитку для школярів із віддалених громад, які були зірвані під час нападу військових.